# Casa Pomar
Casa Pomar è un condominio costruito secondo lo stile modernista che si trova a Barcellona al numero 86 di Carrer de Girona.
Progettato dall'architetto catalano Joan Rubió y Bellver, allievo di Antoni Gaudí, la costruzione dell'edificio iniziò nel 1904 e venne completata nel 1906.
Nonostante l'edificio abbia una facciata stretta, Rubió ha ottenuto un aspetto distintivo per il lato occidentale dell'edificio con la costruzione di un bovindo al primo piano, sopra il quale si trovano diversi balconi ai piani superiori. La base del bovindo è costruita con piastrelle di ceramica verde e ferro battuto e il suo aspetto si ispira allo stile neogotico.

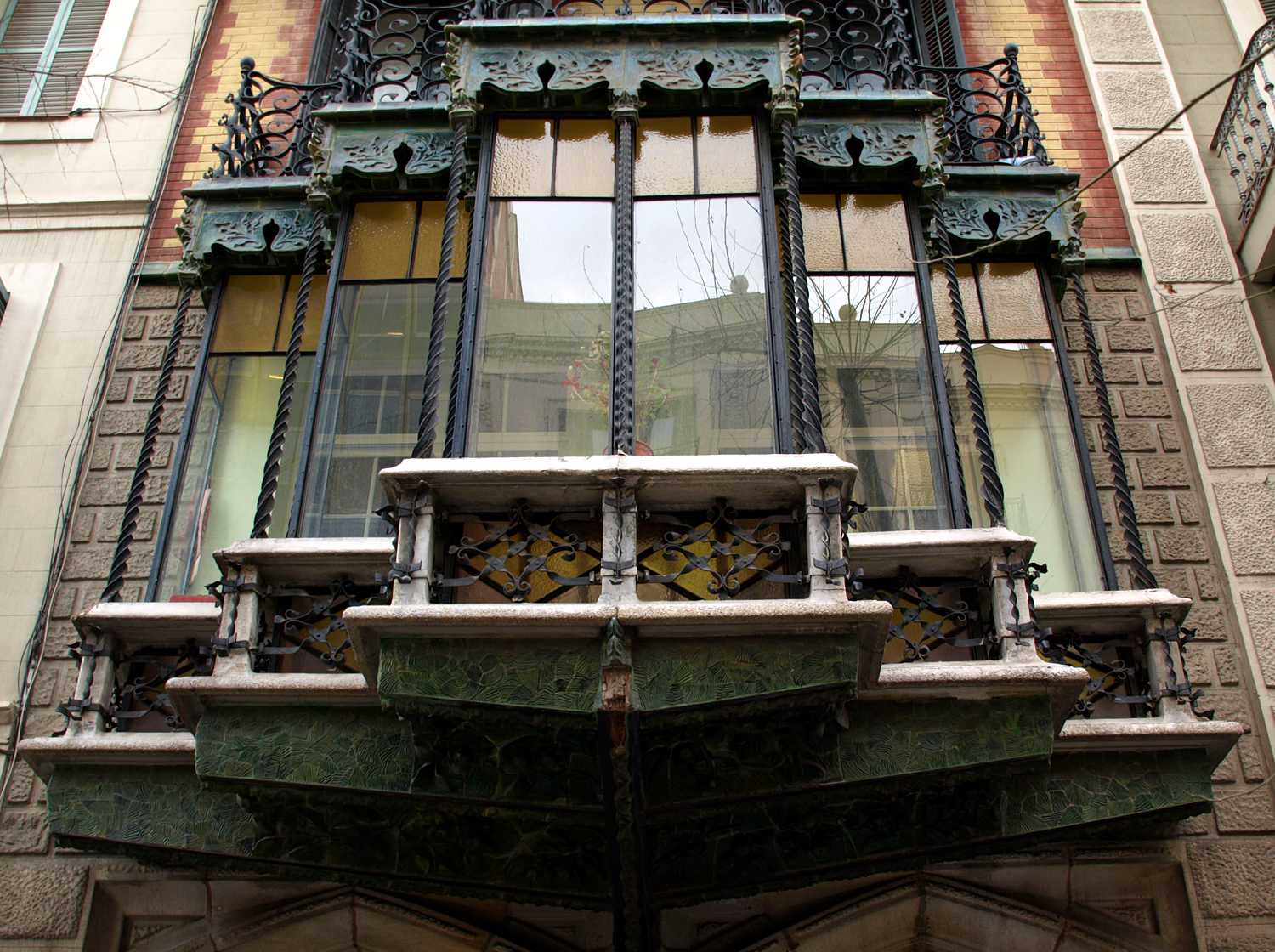
Bovindo al primo piano